# Erika Vogel
Erika Vogel (* 18. Oktober 1907 in Weimar als Erika Loeser; † 1. Oktober 1998 in München) war eine deutsche Journalistin.
Vogel besuchte die Schule in Weimar, wo sie 1927 an einem Realgymnasium ihr Abitur ablegte. Es folgten ein Volontariat beim Coburger Tageblatt und verschiedene berufliche Tätigkeiten. Daraufhin machte sie die Ausbildung zur Schwesternhelferin und Krankenhausfachkraft, in diesem Beruf war sie danach in Bromberg tätig. Von 1933 an wurde sie aus politischen Gründen mehrfach verhaftet, bis sie 1944 nach Fürth zurückkehren durfte. 1946 wurde sie Lagerfürsorgerin im Flüchtlingslager München-Allach II, ein Jahr später Frauensekretärin im Bayerischen Gewerkschaftsbund, dieses Amt legte sie aus gesundheitlichen Gründen nieder. Ebenfalls 1947 wurde sie Mitglied des Bayerischen Senats, dem sie bis 1953 angehörte.
Vogel heiratete 1930 den Gartenarchitekten Wolf Vogel, von dem sie sich 1939 wieder scheiden ließ.